# Семјуел Ванџиру
Семјуел Камау Ванџиру (10. новембар 1986. — 15. мај 2011.) био је кенијски тркач на дуге стазе који је победио на Олимпијском маратону у Пекингу 2008. у олимпијском рекордном времену од 2:06:32; поставши први Кенијац који је освојио олимпијско злато у маратону. Постао је најмлађи освајач златне медаље у маратону од 1932. године.
Поставио је светски јуниорски рекорд на 10.000 метара 2005. са временом 26:41.75. Овај рекорд трајао је до 14. јуна 2024. када га је оборио Етиопљанин Биниам Мехару са временом 26:37.93. Ванџиру је поправљао светски рекорд у полумаратону 3 пута. Његово време од 59:16, које је истрчао 11. септембра 2005. у Ротердаму, и данас је светски јуниорски рекорд.
Године 2009. победио је на Лондонском маратону и Чикашком маратону, трчећи најбрже маратоне икада забележене у Уједињеном Краљевству, односно Сједињеним Државама. Задржао је титулу у Чикагу 2010. године у сезони пуној повреда.
2011. године умро је након пада са балкона у свом дому у Њахуруруу након породичног спора.

## Тркачка каријера

### Рана каријера
Семјуел Ванџиру је рођен у Њахуруруу, округ Лаикипија, граду у долини Рифт, око 150 км северозападно од главног града, Најробија. Одгајала га је у сиромаштву мајка Хана Ванџиру, ћерка Самјуела Камауа са братом Сајмоном Њорогеом. Семјуел је име своје мајке узео као презиме, јер је била самохрана мајка. Напустио је школу са око 12 година, јер породица није могла да обезбеди школарину.
Ванџиру је почео да трчи са 8 година. Године 2002. преселио се у Јапан и отишао у средњу школу у Сендају. Имао је успеха на јапанском кросу, где је са шеснаест година освојио Fukuoka International Cross Country 2003. године. Наставио је да побеђује у Фукуоки, као и на међународном кросу у Чиби узастопно 2004. и 2005. Након што је дипломирао 2005. године, придружио се атлетском тиму Тојота Кјушу, који је тренирао освајач сребрне медаље на Олимпијском маратону 1992. Коиши Моришита.
Ванџиру је имао најбољи резултат на 5000 м 13:12:40, трчао је као 17-годишњак у априлу 2004. у Хирошими, у Јапану. Са 18 година, Ванџиру је оборио светски рекорд у полумаратону 11. септембра 2005. на полумаратону у Ротердаму са временом од 59:16 минута, званично премашивши полумаратонски рекорд Пола Тергата од 59:17 минута.
Томе је претходило побољшање светског јуниорског рекорда на 10.000 м са разликом од скоро 23 секунде у ИААФ Златној лиги Ван Даме Меморијал трке 26. августа. Његово време од 26:41:75 било је довољно добро за треће место у трци иза светског рекорда Кененисе Бекелеа, постављеног у истој трци, од 26:17:53 и Бонифација Кипропа 26:39:77. У трци је 6 тркача прошло испод 27 минута.

### Светски рекорди и олимпијско злато
Ванџиру је вратио светски рекорд у полумаратону, који је Хаиле Гебрселасије оборио почетком 2006, са 58:53 минута 9. фебруара 2007. на полумаратону у Рас Ал Хајми и поправио га на 58:33 17. марта 2007. у Хагу, у Холандији. Поправљајући сопствени рекорд, забележио је незванично време 55:31 за 20 км, што је било брже од светског рекорда Хаилеа Гебрселасија, али никада није ратификовано због метода мерења времена у трци.
Ванџиру је дебитовао у маратону на Фукуока маратону 2. децембра 2007, победивши импресивно са рекордом стазе од 2:06:39. Почео је 2008. годину победом на Зајед међународном полумаратону и добивши награду од 300.000 долара. На Лондонском маратону 2008. дошао је на друго место, по први пут са 2:06. На Летњим олимпијским играма 2008. Ванџиру је освојио златну медаљу у маратону у олимпијском рекордном времену од 2:06:32, оборивши претходни рекорд од 2:09:21 који је поставио Карлос Лопес из Португалије на Олимпијским играма 1984. Добио је AIMS награду за најбољег спортисту године те године као признање за своје наступе.

### Победе у Лондону и Чикагу
На Гранољеровом полумаратону у Шпанији, у фебруару 2008, на коме је победио, Кенијац је изјавио „осећам се способним да за пет година остварим време испод 2 сата на маратону“. У априлу 2009. Ванџиру је победио на Лондонском маратону у времену од 2:05:10, што је нови лични рекорд и нови рекорд стазе. Био је задовољан постигнутим и изјавио је да се нада да ће у блиској будућности оборити светски рекорд Хаилеа Гебрселасија. На полумаратону у Ротердаму, Ванџиру је 13. септембра постигао резултат 1:01:08. У октобру 2009. Ванџиру је победио на Чикашком маратону у времену од 2:05:41, постављајући нови рекорд стазе за град и најбрже време маратона икада трчано у Сједињеним Државама. Победе у Лондону и Чикагу помогле су му да дође на врх Светске маратонске ранг листе за 2009. годину, доневши му 500.000 долара.
Пријавио се да брани титулу на Лондонском маратону 2010. године, али је сусрео са проблемима са коленом на средини трке и одлучио је да одустане како би избегао даље повреде – први пут у шест маратона које није успео да заврши. Одабрао је да трчи на Чикашком маратону 2010. у октобру, али стомачни вирус пре трке је наштетио његовим припремама и он је ушао у такмичење са мањим циљем да дође до прва три места. Ванџиру је, упркос недостатку врхунске физичке форме, истрајао и одбранио титулу у Чикагу са временом 2:06:24. "То је било највеће изненађење које сам видео у животу", рекао је његов тренер Федерико Роса на наступу.

## Лични живот
Ванџиру се 2009. оженио са Мери Вацером, колегиницом тркачицом на дуге стазе, а њих двоје су добили дете 2010. године. Претходно је био ожењен са Тризом Њери на традиционалној церемонији и имао двоје деце, иако је брак Ванџируа и Вацере био правно обавезујући.
Ванџиру је почео да пије алкохол када се преселио у Јапан, и то се повећало и постало главни део његовог живота. Упркос томе, његова маратонска каријера се наставила успешно, иако је његов лични живот постао помало хаотичан.
У децембру 2010. Ванџируа је ухапсила кенијска полиција у његовој кући Њахуруруу и оптужила за претњу убиством своје жене и незаконито поседовање пушке АК-47. Он је негирао обе оптужбе и тврдио да му је намештено.
Ванџиру и његова супруга Триза Њери, козметичарка, имали су ћерку Ен Ванџиру и сина Симона Њорогеа. Ванџиру је имао и трећу жену, Џуди Вамбуи Ваириму, која је била трудна када је он умро и касније добила сина.
Ванџируов рођак Џозеф Рири био је маратонац светске класе, а Ванџируов млађи брат Симон Њороге је такође био тркач на дуге стазе.

## Смрт
Дана 15. маја 2011. Ванџиру је умро од пада са балкона у својој кући у Њахуруруу. Изгледа да је Ванџиру задобио унутрашње повреде након пада, а лекари су потврдили смрт у оближњој болници након што покушаји да га оживе нису успели.
Полиција је саопштила да је Ванџируова жена, Триза Њери, дошла кући и нашла га у кревету са другом женом. Закључала је пар у спаваћој соби и истрчала напоље. Ванџиру је тада умро након што је пао са балкона. Полиција није сигурна да ли је Ванџиру намеравао да се убије или је скочио из беса, и истражује околности које су довеле до његове смрти.
У мају 2017, док је сведочила током истраге о Ванџируовој смрти, његова мајка Хана Ванџиру рекла је на суду у Милиманију да верује да је њен син убијен.
Његова мајка је у истрази о његовој смрти тврдила да су њеног сина убили шест мушкараца који су били у завери са његовом супругом Тризом Њери. Током истраге на суду у Милиманију која је покушавала да утврди да ли је Ванџиру убијен или је скочио у смрт, бивши главни владин патолог рекао је да је уверен да је Ванџиру ударен тупим предметом након што је скочио са балкона своје куће и пао на ноге, или је могуће да је гурнут па ударен.
Награде
- Награда за најперспективнијег спортисту године у Кенији 2005.[39]
- Награда за кенијског спортисту године 2008.[40]